# Chuchotage
Lo chuchotage (dal Francese “chuchoter”, “sussurrare”, in Italiano definito anche “interpretazione sussurrata”) è un tipo di interpretazione simultanea che prevede che l’interprete traduca il discorso originale a bassa voce, sussurrando appunto, all'orecchio del gruppo di ascoltatori, generalmente composto da non più di due o tre persone. Condizione necessaria e fondamentale è che l’ambiente in cui si svolge la conversazione sia sufficientemente tranquillo, senza seconde voci o rumori di fondo che si sovrappongano. Questa tecnica viene utilizzata spesso durante eventi pubblici, eventi privati, conferenze o dibatti nei quali sia presente solamente una persona o un gruppo molto ristretto di ascoltatori che non conoscono la lingua dell’oratore. L’interprete non si trova quindi all'interno di una cabina insonorizzata e non utilizza cuffie e microfono come avviene per l’interpretazione in simultanea “classica”; tuttavia, questa tecnica comporta un grande sforzo da parte dell’interprete, che deve parlare con un tono basso per poter continuare a seguire il discorso in lingua originale ma allo stesso tempo in modo sufficientemente chiaro e tale da garantire all'ascoltatore di comprendere la traduzione. Qualora l’ascoltatore voglia poi prendere la parola, il suo discorso verrà solitamente tradotto dall'interprete utilizzando la tecnica dell’interpretazione in consecutiva.